# Jean Marc Bourgery

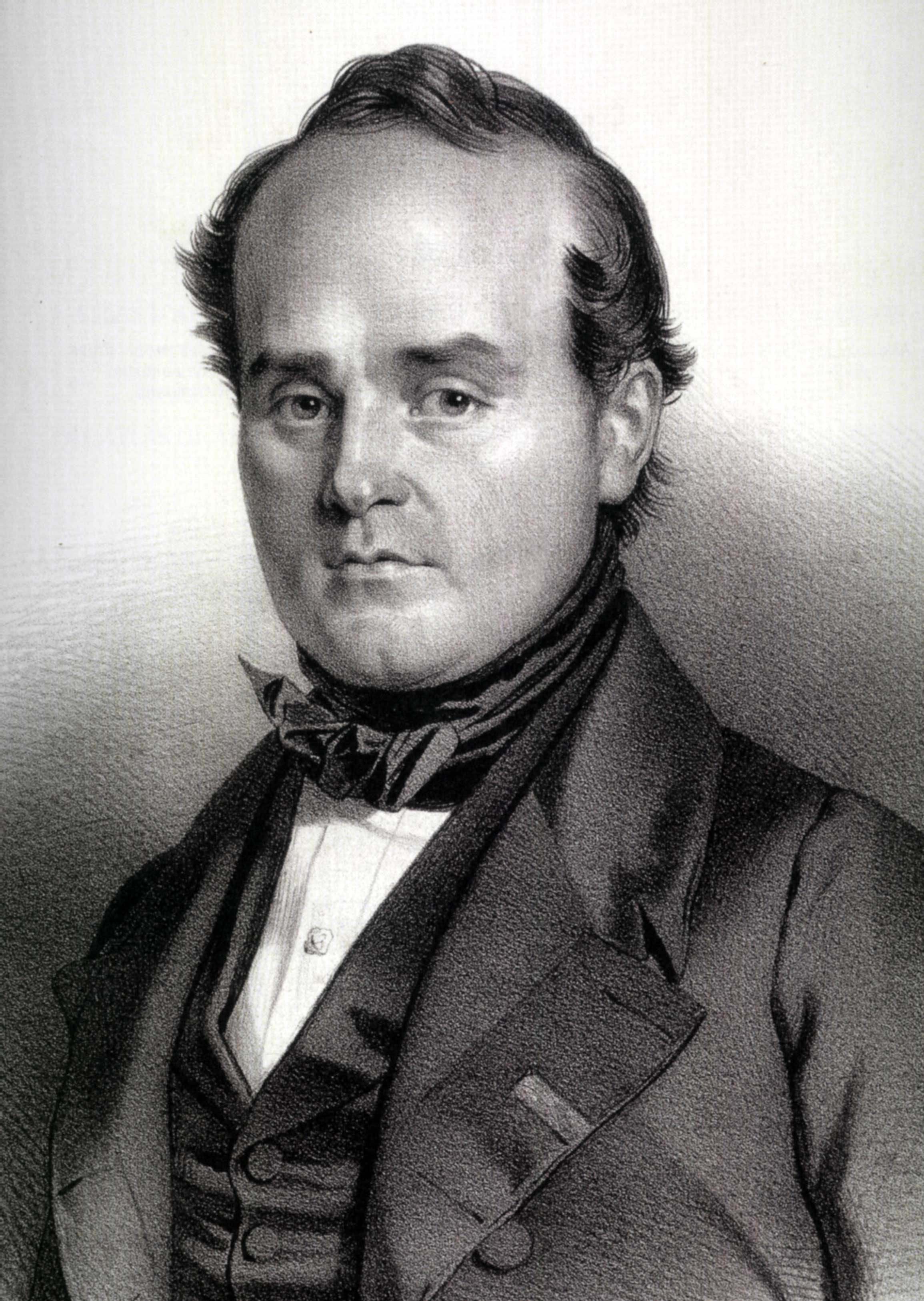
Jean Marc Bourgery ca. 1830

Jean Baptiste Marc Bourgery, auch Marc Jean Bourgery (* 19. Mai 1797 in Orléans, Frankreich; † Juni 1849 in Paris) war ein französischer Anatom. Er schuf innerhalb von 20 Jahren mit dem Zeichner Nicolas Henri Jacob das umfassende Anatomielehrbuch Traité complet de l’anatomie de l’homme.

## Familie
Er war Sohn des Kurzwarenhändlers Marc Claude Bourgery und dessen Frau Madeleine Marthe Delaboulaye, er wuchs in Orléans auf.

## Ausbildung und Beruf

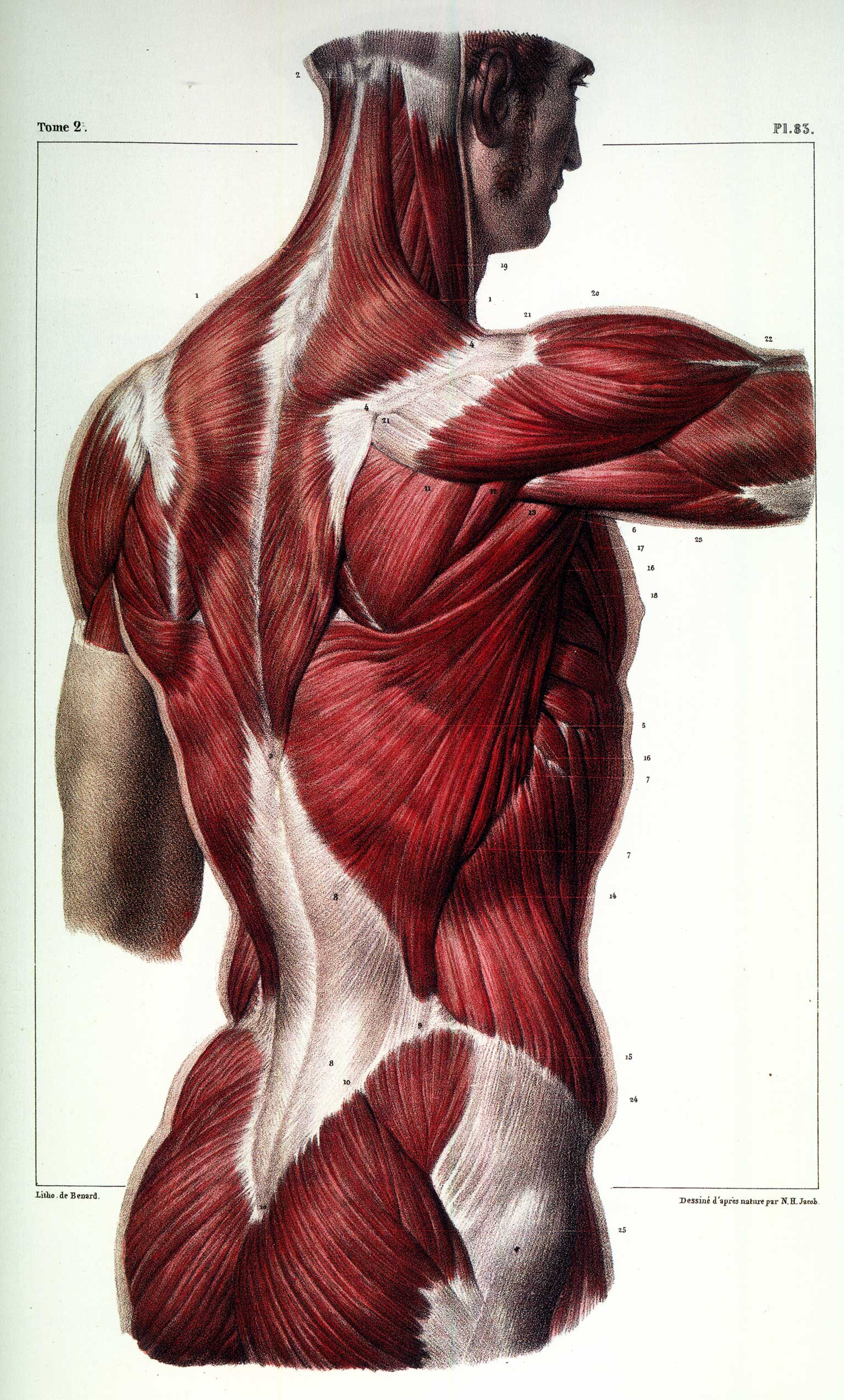
Rückenmuskulatur

Bourgery wählte 1813 das Studium der Medizin in Paris. 1815 hörte er auch Vorlesungen des Naturforschers Jean-Baptiste de Lamarck, damals Professor am Museum für Naturgeschichte in Paris. Nach der Zulassungsprüfung arbeitete Bourgery als klinischer Assistenzarzt (Interne) ein Jahr (1817) bei René Laënnec am Hôpital Necker und zwei Jahre (1818–1820) bei Guillaume Dupuytren am Hôtel Dieu.
Bourgery schloss allerdings zunächst seine medizinische Ausbildung nicht ab, aus Geldmangel so wird berichtet. Stattdessen arbeitete er mehrere Jahre als Gesundheitsoffizier (Officier de Santé) in einer Kupfergießerei in Romilly sur Seine (Département Aube), beschäftigte sich dort mit Chemie, chemischer Verfahrenstechnik und war an der Gründung einer Fabrik für Kupfersulfat beteiligt.
1827 kehrte Bourgery nach Paris zurück mit der Absicht, sich ganz der Anatomie zuzuwenden. Am 27. August desselben Jahres legte er seine Dissertation vor und wurde zum Doktor der Medizin promoviert. 1829 veröffentlichte er ein chirurgisches Textbuch (Traité de petite chirurgie), das recht erfolgreich war, auch auf Englisch (1834) und Deutsch (1836) erschien. Vorbild und Mentor Bourgerys war der Anatom und Paläontologe Georges Cuvier.
Ab 1830 war Bourgery zusammen mit dem Zeichner und Illustrator Nicolas Henri Jacob mit der Planung seines Hauptwerkes Traité complet de l’anatomie de l’homme beschäftigt. Bis zur Vollendung dieses Magnum Opus vergingen fast 20 Jahre gemeinsamer Arbeit. Er verfasste seit 1840 wissenschaftliche Abhandlungen (häufig mit Lithografien versehen), die von der Akademie der Wissenschaften in Paris veröffentlicht wurden. Darüber hinaus wirkte er auch bei der Produktion anatomischer Modelle aus Papierstuck oder Pappmaché für das Anatomiemuseum von Félix Thibert mit.
Bourgery bemühte sich immer wieder um Anstellungen an einer Universität oder Akademie. Er nahm an zahlreichen Auswahlverfahren teil, etwa für eine Professur am Museum für Naturgeschichte, für die Mitgliedschaft in der Pariser Akademie der Wissenschaften (1843) und für den anatomischen Lehrstuhl der medizinischen Fakultät in Paris (1846). Trotz Fachkompetenz und großer Bekanntheit gelang es Bourgery nicht, in der akademischen Welt Fuß zu fassen. Mit einer gewissen Verbitterung äußert er sich dazu kurz vor seinem Tod: „Ich habe zugesehen, wie alle anderen mir vorgezogen wurden, ob sie einen Anspruch darauf hatten oder nicht. Da ich so viel zu sagen hatte über eine Wissenschaft, mit der ich mich so intensiv beschäftigt hatte, glaubte ich, es müsse dort irgendeinen Platz für mich geben: aber nein. Akademien, Fakultäten, Hochschulen – überall habe ich mich vorgestellt, und überall gab es andere, die erfolgreicher waren.“ Jean Marc Bourgery starb im Alter von 52 Jahren nach Vollendung seines Werks, wahrscheinlich als Opfer einer Choleraepidemie in Paris.

## Leistung

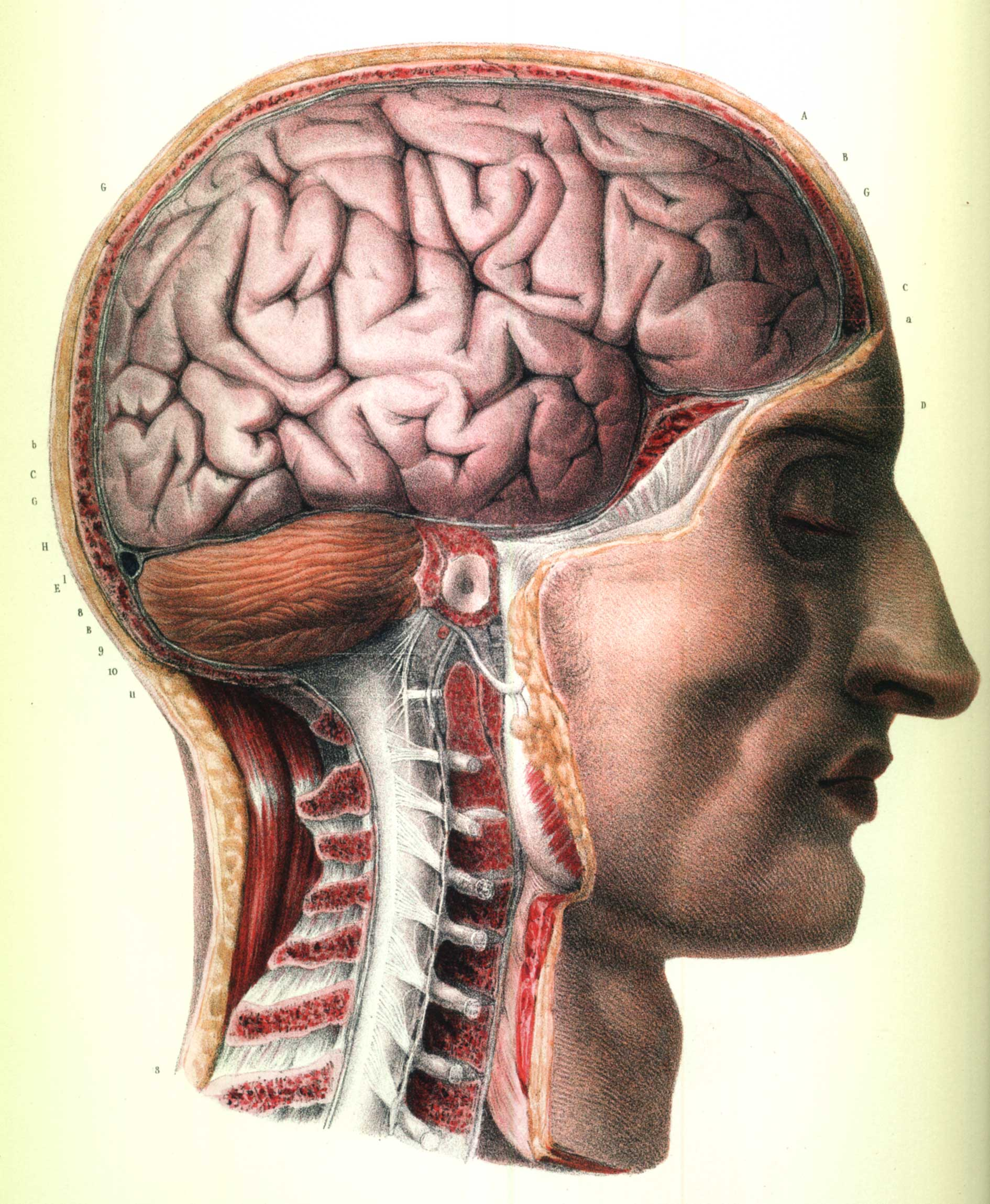
Großhirn, Kleinhirn, Stammhirn und Halsmark

Die anatomische Abhandlung Traité complet de l’anatomie de l’homme von Bourgery und Jacob (Paris 1831 bis 1854), großformatiges Lehrbuch und illustrierter Atlas, gilt als Meisterwerk der anatomischen Bildgebung, schwarz-weiß und in Farbe (handkoloriert). Bourgery beschränkte sich bei diesem ambitionierten Projekt nicht auf die bloße Zusammenstellung von bereits existierendem Material. Er stützte seine Befunde durch Obduktionen und stellte selbst anatomische Originalpräparate her. Er beschäftigte sich mit Aspekten der Morphologie, die bisher vernachlässigt worden waren, entwickelte zahlreiche neue Methoden und Forschungsansätze, die er systematisch und detailliert beschrieb. Bourgery war bemüht, stets auf aktuellem Wissensstand zu sein. So gelangen ihm zahlreiche Erstbeobachtungen, vor allem auf den Gebieten Anatomie des Nervensystems, Embryologie und Organogenese.
Metaphysisch sah er sich als Reisender auf der Suche nach einer universalen Struktur, deren Geheimnis er durch beharrliches Studium der Königsdisziplin Anatomie zu lüften hoffte – weit mehr als nur eine enzyklopädische Sammlung morphologischer Befunde.
Bourgery forschte außeruniversitär und wurde gelegentlich von bekannten Wissenschaftlern unterstützt (Mathieu Orfila, François Magendie, Étienne Geoffroy Saint-Hilaire u. a.).

### Das anatomische Werk
Die Vollständige Abhandlung der Anatomie des Menschen (Traité complet de l’anatomie de l’homme) von J. M. Bourgery und N. H. Jacob umfasst acht Folio-Bände mit 2108 Seiten Text, enthält 725 Bildtafeln mit 3750 Einzelabbildungen (anatomischer Atlas) und wurde in Paris 1831 bis 1854 veröffentlicht. Die ersten fünf Bände behandeln die beschreibende Anatomie, zwei weitere Bände widmen sich der chirurgischen Anatomie und Operationslehre, der letzte Band der allgemeinen und philosophischen Anatomie.
Die acht Textbände sind in enzyklopädischem Stil verfasst und nehmen keinen Bezug auf das Bildmaterial. Jedem Textband ist ein Bildband mit lithografierten Bildtafeln, Bildlegenden und Begleittext zugeordnet.
| Werkabschnitt, Publikation               | Thema                                  | Umfang                                             |
| ---------------------------------------- | -------------------------------------- | -------------------------------------------------- |
| Band 1, 1831–1832                        | Osteologie, Arthrologie                | 188 Seiten Text, 59 Bildtafeln (402 Abbildungen)   |
| Band 2, 1834                             | Myologie (Muskeln, Sehnen, Faszien)    | 138 Seiten Text, 100 Bildtafeln (219 Abbildungen)  |
| Band 3, 1844                             | Neuroanatomie                          | 326 Seiten Text, 114 Bildtafeln (368 Abbildungen)  |
| Band 4, 1835–1836                        | Angiologie                             | 158 Seiten Text, 98 Bildtafeln (269 Abbildungen)   |
| Band 5, 1839                             | Splanchnologie                         | 336 Seiten Text, 96 Bildtafeln (249 Abbildungen)   |
| Band 6 und Band 7, Supplement, 1839–1840 | Chirurgische Anatomie, Operationslehre | 627 Seiten Text, 191 Bildtafeln (1585 Abbildungen) |
| Band 8, 1854                             | Allgemeine und Philosophische Anatomie | 336 Seiten Text, 67 Bildtafeln (658 Abbildungen)   |

### Präparation
Bei Sektionen und der Herstellung von anatomischen Originalpräparaten, die als Vorlagen für Zeichnungen benötigt wurden, wurde Bourgery von medizinischen Mitarbeitern, Chirurgen und Präparatoren unterstützt. Sein wichtigster Mitarbeiter war Ludwig Moritz Hirschfeld (1816–1876). Auch Claude Bernard lieferte Beiträge und trat zudem als Herausgeber der zweiten Auflage auf.

### Illustration

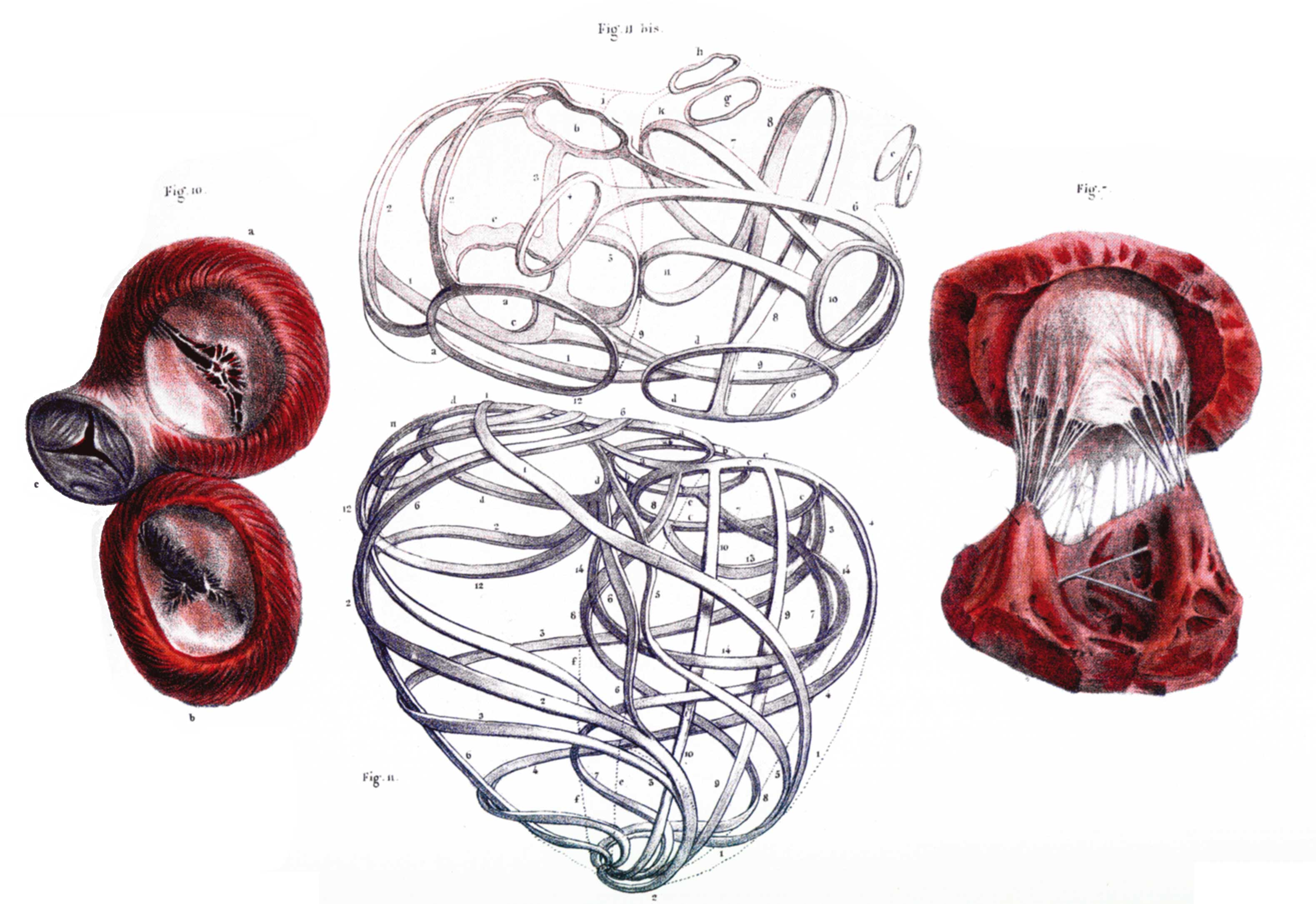
Herzklappen und fibröses Herzbindegewebe

Der Qualität der Illustrationen maß Bourgery große Bedeutung zu, da sie „nach der Natur gezeichnet“ sein sollten. Nicolas Henri Jacob war bereits als Zeichner etabliert, später hochgeehrt, beherrschte lithografische Techniken und kannte das medizinisch-wissenschaftliche Sujet gut. Er zeichnete und lithografierte 512 von 725 Tafeln selbst, 2196 Abbildungen von 3750. Andere Künstler und Schüler arbeiteten mit (Charlotte A. Hublier, Jean Baptiste Léveillé, Edmond Pochet u. a.). Die naturalistische Anmutung und Farbgebung, der bewusst eingesetzte idealtypische Modellorganismus sollten den Nutzen der Bildgebung erhöhen.
Alle Bildtafeln wurden mit der von Alois Senefelder erfundenen Lithografie (Steindruck) hergestellt. Das Verfahren ermöglichte eine wesentlich genauere Zeichnung und vermittelte einen besseren haptischen Eindruck der anatomischen Strukturen als beim Holzschnitt oder Kupferstich möglich. Die Lithografie produzierte zunächst nur schwarz-weiße Abbildungen mit Grauabstufung, die dann mit dem Pinsel oder Schablonen in Handarbeit koloriert wurden. Erst die zweite Auflage wurde mit der Farblithografie farbig gedruckt.

### Rezeption
Die erste Auflage wurde von dem Verleger C. A. Delaunay in Paris herausgegeben. Die Subskribenten erhielten 1831 bis 1840 insgesamt 70 Lieferungen, die jeweils aus acht Bildtafeln und acht Blättern Begleittext bestanden. Ein gebundenes Schwarz-Weiß-Exemplar kostete damals etwa 800 Francs, ein farbiges Exemplar 1600 Francs. Der hohe Preis verhinderte offensichtlich die Verbreitung des Werkes.
1833 bis 1837 erschien eine englische Teilausgabe und 1866 bis 1871 folgte die zweite Auflage.
Das Monumentalwerk von Bourgery und Jacob erhielt von Kritikern und Experten höchstes Lob, wurde begeistert aufgenommen und preisgekrönt. Obwohl dieses Werk „stilbildend auf die Ikonografie der menschlichen Anatomie“ gewirkt hatte, war es um 1900 bereits so gut wie vergessen.
Seit den 1920er Jahren in Deutschland sowie ab 1943 in den USA und 1967 bis 1979 erneut in Deutschland sind Abbildungen aus Bourgerys Anatomieatlas obligatorischer Bestandteil der populärwissenschaftlichen Bestseller von Fritz Kahn. Zunehmend verweisen auch moderne anatomische Publikationen auf Referenzdarstellungen bei Bourgery. 2005 erschien ein Faksimile-Nachdruck des gesamten Anatomieatlas (acht Bildbände) in einem Band, mit aktualisierter anatomischer Nomenklatur.

## Auszeichnungen

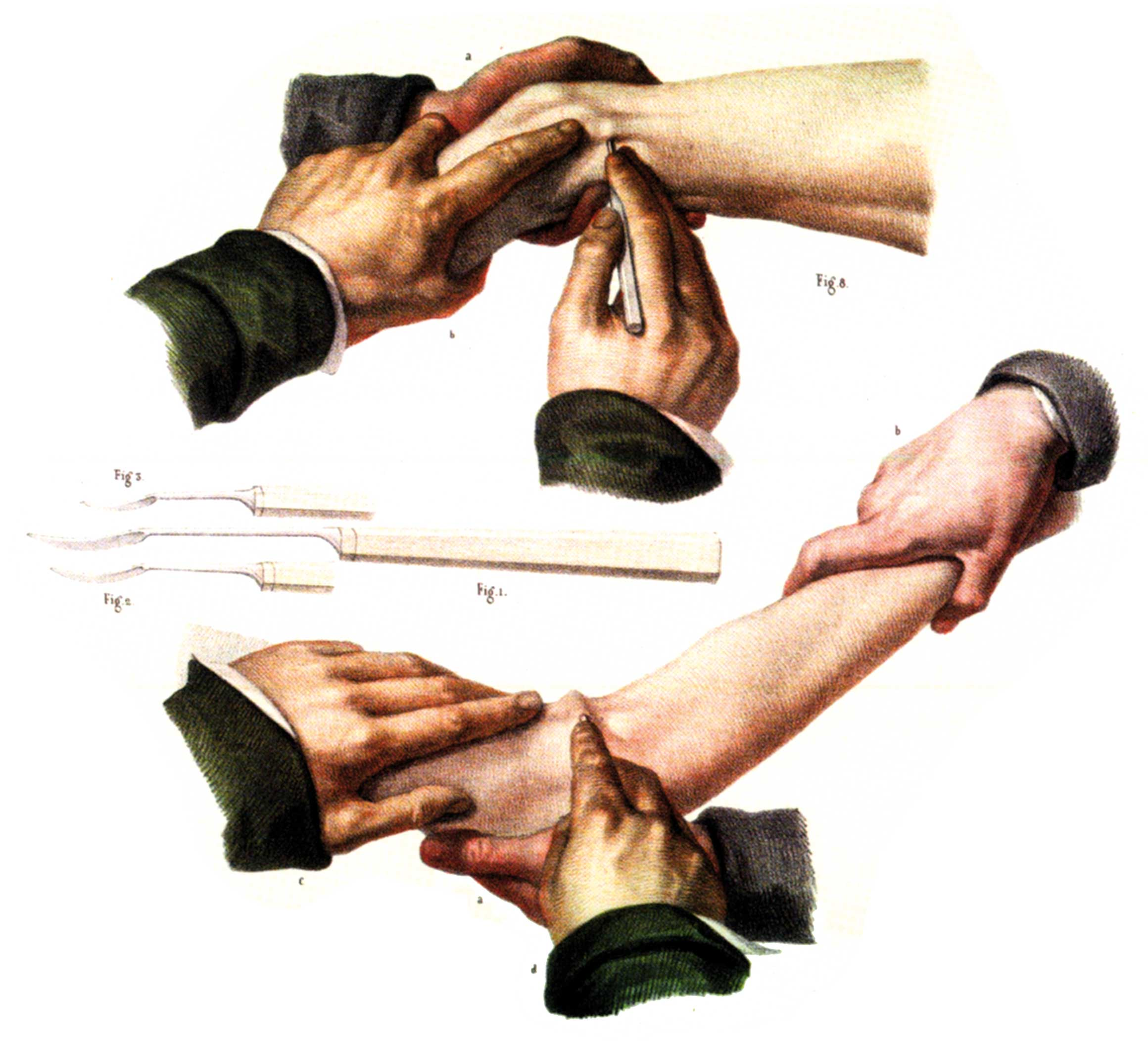
Sehnendurchtrennung zur Behandlung einer Kontraktur am Oberschenkel

- Für seine Arbeit als Assistenzarzt in der Klinik wurde Bourgery mit einem Preis der medizinischen Fakultät Paris und einer Goldmedaille der Klinikverwaltung ausgezeichnet (ca. 1820).
- Prix Monthyon 1843 (mit Jacob)
- Ritterkreuz der Ehrenlegion

## Zitate
- „Da es die Technik der Lithografie heute ermöglicht, auch sehr umfangreiche illustrierte Werke ohne allzu hohe Kosten zu veröffentlichen, würde man den Ärzten einen großen Dienst erweisen, wenn man ihnen sämtliche Arbeiten zur Verfügung stellte, die sich mit Anatomie befassen. Damit ein solches Werk jedoch den größtmöglichen Nutzen bietet, muss das darin präsentierte medizinische Fachwissen nicht nur dem aktuellen Stand entsprechen, sondern auch mit all seinen Anwendungsbereichen dargestellt werden. … vor allem ist es jedoch unerlässlich, dass die neu gestalteten Bildtafeln eines solchen Werkes nach der Natur gezeichnet werden, aber gleichwohl auf die bekannten unter den bislang veröffentlichten Abbildungen hinweisen. Dies ist die Aufgabe, die Monsieur Jacob und ich uns vorgenommen haben. Wir werden keine Mühe scheuen, um unser immenses Werk auf ehrenvolle Weise zum Abschluss zu bringen.“ Bd. 1, S. 1–2
- „Am Anfang aller Wissenschaft, so hat de Maistre gesagt, steht ein Geheimnis. Um den Satz dieses großen Denkers zu vervollständigen, müsste man eigentlich sagen: Am Anfang und am Ende aller Wissenschaft steht ein Geheimnis, oder vielmehr: Wissenschaft ist nichts als ein Geheimnis … Eine scheinbar völlig klare Vorstellung ist eigentlich nur ein Lichtschimmer zwischen zwei Abgründen … “ Bd. 3, S. 33
- „Nun, da ich im Begriff bin, mein Lebenswerk, dessen gesamtes Material mir zur Verfügung steht, zu Ende zu bringen, und da das, was ich erreicht habe, dem nahe kommt, was ich mir vorgenommen hatte – nun mag die Öffentlichkeit erkennen, dass ich mit meinem Vorhaben nicht gescheitert bin.“ Bd. 8, S. III

## Werke
- Traité de petite chirurgie. Paris 1829
- Traité complet de l'anatomie de l'homme: comprenant la médicine opératoire. (mit Jean Marc Bourgery), 8 Bände, Paris 1831–1854
  - Nachdruck: Jean-Marie Le Minor, Henri Sick (Hrsg.): Atlas of Anatomy. Taschen-Verlag, Köln 2005, ISBN 978-3-8228-3129-8.
- Anatomie élémentaire en 20 planches etc. Avec texte explicative, formant un manuel complet d’anatomie physiologique (mit Nicolas Henri Jacob). Paris 1834–1842, Folio
- Des annexes du foetus et de leur développement. Habil., Paris 1846
- (wissenschaftliche Beiträge). Comptes rendus de l’Académie des sciences (1836–1848), Gazette médicale de Paris (1847–1848)
- Traité complet de l'anatomie de l'homme (mit Jean Marc Bourgery, Claude Bernard und mit Hilfe von Ludovic Hirschfeld), 10 Bände, zweite Auflage, Paris 1866–1871